# Vuk Radivojević
Vuk Radivojević (en serbe : Вук Радивојевић), né le 30 juillet 1983, à Belgrade, en République socialiste de Serbie, est un joueur serbe de basket-ball. Il évolue au poste d'arrière.

## Palmarès
- Coupe de Serbie-et-Monténégro 2004, 2006
- Coupe de Serbie 2013